# NB Partizanka
NB Partizanka (Naoružani brod — Вооружённый корабль «Партизанка») — патрульный корабль партизанских военно-морских сил Югославии. До войны был яхтой под названием «Лала IV» (сербохорв. Lala IV). В сентябре 1943 года был захвачен югославскими партизанами и вооружён 20-мм орудиями и 150-мм ракетными установками. Использовался как командный корабль. После войны получил наименование «Бисерка» (сербохорв. Biserka) и использовался как вспомогательное и учебное судно до своего списания в 1969 году.